# Božo Broketa
Božo Broketa (Dubrovnik, 24. prosinca 1922. – Dubrovnik, 26. srpnja 1985.), jedan od niza slavnih igrača splitskog Hajduka.

## Karijera
Rođeni Dubrovčanin, svojim je igrama ostao zlatnim slovima upisan u povijesti svoga splitskog kluba. Nastupajući od druge polovice 1940-ih godina, zvjezdani trenutak slave doživio je 29. listopada 1950. kada je na odlučujućoj prvenstvenoj utakmici protiv Crvene zvezde postigao pobjedonosni gol u 86. minuti. Hajduk je pobijedio s 2:1 i stekao odlučujuću prednost za osvajanje titule prvaka države nad jedinim protivnikom. Pobjeda i gol u posljednjim minutama utakmice, kada se činilo da je neodlučnim rezultatom prvenstvo izgubljeno izazvao je pravi delirij na Starom placu i u cijelom Splitu, a Broketi donio trajnu slavu. Nakon završetaka igračke karijere svoje znanje je prenosio naraštajima mladih nogometaša GOŠK-a i Slavena iz Grude.
Statistika u Hajduku
| Natjecanje        | Nastupi | Zgoditci |
| ----------------- | ------- | -------- |
| Prvenstvo         | 202     | 26       |
| Kup               | 23      | 5        |
| Superkup          | 0       | 0        |
| Međunarodne       | 2       | 0        |
| Splitski podsavez | 0       | 0        |
| Ukupno            | 227     | 31       |
| Prijateljske      | 266     | 39       |
| Sveukupno         | 493     | 70       |

Jednom je – oduševljen pobjedom zagrebačkog Dinama nad nogometašima Crvene zvezde – poslao plavima brzojav u kojem je stajalo: "Dok je srca bit će i Croatie".

## Reprezentacija
Božo Broketa tri puta je bio reprezentativac bivše države. Prvi put je debitirao u državnom dresu 11. svibnja 1947. S nogometnom reprezentacijom Jugoslavije osvaja srebrenu olimpijsku medalju 1948. godine u Londonu iako nije igrao. Odigrao je dosta utakmica, a bio je sudionik i prvog poslijeratnog  obnovljenog Svjetskog prvenstva u nogometu održanog u Brazilu 1950. godine.

## Inozemna karijera
Nakon igranja u Splitu, Broketa odlazi igrati u inozemstvo. U sezoni 1958/59. igra za nizozemski Ajax.